# Claire Deleurme
Claire Deleurme é uma artista francesa que trabalha com vidro. O seu trabalho encontra-se na colecção permanente do Corning Museum of Glass.

## Biografia
Deleurme concluiu um Diploma do Colégio Nacional em Artes Visuais pela École Supérieure des Beaux-arts de Cornouaille, em França, e um Diploma European Glass Fellows com honras do Centre Européen de Recherches et Formation aux Arts Verriers, em Vannes-le-Châtel, na França. Em 2016 trabalhava no Corning Museum of Glass, nos Estados Unidos.